# 하비에르 망하린
하비에르 망하린 페레다(스페인어: Javier Manjarín Pereda, 1969년 12월 31일, 아스투리아스 주 히혼 ~)는 스페인의 전 축구 선수로, 현역 시절 공격수였으며, 현재 AD 알코르콘의 수석 코치이다.
14년 동안 현역 선수로 활약하며, 속력을 자신의 장점으로 살린 망하린은 스포르팅 히혼에서 4년, 데포르티보에서 6년을 보냈고, 말년에는 멕시코에서 활동하였다.
1990년대 중후반에 스페인 국가대표팀에서 활약한 망하린은 UEFA 유로 1996에서 자국을 대표로 참가하기도 했다.

## 클럽 경력
망하린은 아스투리아스 주 히혼 출신으로, 지역의 스포르팅 히혼에서 1989–90 시즌에 프로 무대 신고식을 치렀고, 첫 해에 29경기 출전 4골을 기록하였다. 이후, 그는 데포르티보 선수로서 라 리가의 주요 선수로 거듭났는데, 데포르티보에서의 처음 4년 동안 19골을 기록하며, 리그에서 두 차례 준우승과 한 차례 3위의 성적을 거두는 데에 도왔다.
기량의 급격한 저하와 부상으로 1999–2000 시즌에는 라싱 산탄데르로 이적하였는데, 망하린은 어느 정도 얼굴을 비추는 데에 그쳤다. 2년 후, 그는 멕시코를 건너가 리가 MX의 셀라야에 입단하였다. 그 후로 그는 계속해서 전까지 멕시코에 남았는데, 그의 다음 행선지는 산토스 라구나였다.
망하린은 2005년 35세에 현역 은퇴를 선언했는데, 그가 마지막으로 선수 시절을 보낸 곳은 스페인 지역 리그의 아르테이쇼였다. 그는 자국의 1부 리그만 한정해서 보면 13시즌 동안 329번의 리그 경기에 출전해 38골을 기록했다.

## 국가대표팀 경력
망하린은 2년 동안 스페인 국가대표팀 경기에 13번 출전하였고, 2골을 넣었으며, UEFA 유로 1996에 참가하기도 했다. 그의 첫 국가대표팀 경기는 1995년 9월 6일 그라나다에서 6-0으로 이긴 키프로스와의 UEFA 유로 1996 예선전 경기였다.
그에 앞서, 망하린은 U-23 국가대표팀 일원으로 1992년 하계 올림픽에서 금메달을 획득하였다.

### 국가대표팀 득점 기록
아래의 점수에서 왼쪽의 점수가 스페인의 점수이다.
| # | 날짜             | 경기장                        | 상대         | 점수 | 결과 | 대회                  |
| - | ---------------- | ----------------------------- | ------------ | ---- | ---- | --------------------- |
| 1 | 1995년 11월 15일 | 스페인 엘체 마르티네스 발레로 | 북마케도니아 | 2–0  | 3–0  | UEFA 유로 1996 예선전 |
| 2 | 1996년 6월 18일  | 잉글랜드 리즈 엘런드 로드     | 루마니아     | 1–0  | 2–1  | UEFA 유로 1996        |

## 수상

### 클럽
데포르티보
- 코파 델 레이: 1994–95[6]
- 수페르코파 데 에스파냐: 1995[7]

### 국가대표팀
스페인 U-23
- 하계 올림픽: 1992[4]